# 古沢勇人
古沢 勇人（ふるさわ はやと、1999年8月26日 - ）は、日本の男性声優。宮崎県出身。

## 略歴
2018年、声優を目指して専門学校に通う中、東北新社による「第2回 キミコエ・オーディション」に応募。募集された男性声優の1200人の応募者の中から12人のファイナリストに残る。2019年1月の最終審査で準グランプリを受賞し、2020年放送のテレビアニメ『啄木鳥探偵處』へのキャスティングも決定した。
オーディション合格後、特典である東北新社による声優養成所・映像テクノアカデミアでの1年間レッスンを受講。すでに専門学校に通っていたため、ダブルスクールでレッスンを受けることとなり、精神的にも体力的にも厳しい時期もあったとのちに語っている。
2019年3月より、前述のオーディションでグランプリの林幸矢とともにオフィスPACに所属。2025年3月31日、同日付でオフィスPACが事業停止したことに伴い、翌4月1日付でフリー転向。

## 人物
元サッカー部キャプテンであり、特技としてサッカーとボウリングを挙げる。趣味は釣りとスポーツ全般。
映像テクノアカデミアでのレッスンを担当した声優科講師の佐藤宏樹は古沢について「声が目立つし良いものがあるな」と感じた一方で、「不得意とするところもはっきりしている」と感じ、不得意な面を克服しながら、持っている素材の良さが出るような指導を心がけたという。
「キミコエ・オーディション」で“見届け人”を務めた津田健次郎は、古沢について「不器用さが全面に出ていて、昭和の子なんじゃないかなと思ってしまうほど現代っ子っぽさがない」「不器用だからこそのスケールの大きさや、何だかわからないけど期待させるテンションの高さなども持っている」と述べ、純朴さや粗削りなところを審査員が面白いと思ったのではないかと推測している。

## 出演
太字はメインキャラクター。

### テレビアニメ
- 啄木鳥探偵處（2020年、星野達吉[14]、男性客[15]）
- すばらしきこのせかい The Animation（2021年、フトシ[16]、汎用死神D[17]）
- RE-MAIN（2021年、生徒F[18]、生徒B[14]）
- かぎなど（2022年、観客[19]）
- 烏は主を選ばない（2024年、郷吏[20]）
- ダンダダン（2024年、クラスメイトG[17]）
- 謎解きはディナーのあとで（2025年、鑑識官[21]）

### ドラマCD
- 声優男子ですが…? ドラマCD 七人の妖（2021年）[22]

### 吹き替え

#### 映画
- 荒野の誓い（2020年、フィリップ・デジャルダン上等兵〈ティモシー・シャラメ〉）
- 18歳の“やっちまえ”リスト（2020年）[23]
- ゴーストバスターズ/アフターライフ（2022年、ザーク〈ビリー・ブリュック〉[24]）
- ガーディアンズ・オブ・ギャラクシー:VOLUME 3（2023年[25]）
- アグリーズ（2024年、ライド〈ジョセフ・エチャバリア〉）

#### ドラマ
2019年
- リバーデイル シーズン4（2019年、エディ 他）

2020年
- ゲット・イーブン 〜タダで済むと思った?〜（ローガン〈キット・クラーク〉）
- ラヴクラフトカントリー 恐怖の旅路 第6話「テグで会いましょう」（ソン）
- マンダロリアン シーズン2
- ダッシュ&リリー（ブーマー〈ダンテ・ブラウン〉）
- ニュー・アムステルダム2 医師たちのカルテ
- 愛の不時着（クム・ウンドン〈タン・ジュンサン〉）

2021年
- NCIS: ニューオーリンズ シーズン6
- ファースト・デイ わたしはハナ!（ジャック〈イーサン・ギフォード〉）

#### アニメ
- スター・ウォーズ: バッド・バッチ（2021年、マスクガード）
- ケンタウロスワールド（2021年、ジェブリー）